# Obertura Clemenz
L'obertura Clemenz és una obertura d'escacs que comença amb el següent moviment:
1.h3
El nom de l'obertura és en honor de Hermann Clemenz (1846–1908), un jugador d'Estònia. És considerada com una obertura irregular, per això es troba classificada dins del codi A00 de l'Enciclopèdia d'obertures d'escacs.
|  |

## Discussió
Com l'obertura Anderssen, 1.a3, 1.h3 és un moviment que es perd temps, atès que es domina les caselles centrals i a més no ajuda al desenvolupament. A més també provoca una lleugera debilitat al flanc de rei, però no tant com si ho fa l'atac Grob (1.g4) o l'obertura Barnes (1.f3). Com que no hi ha necessitat que les blanques comencin la partida perdent temps, és el moviment més rar de les 20 possibles primeres jugades. Nogensmenys, el IM Michael Basman experimentar amb 1.h3, normalment seguit per 2.g4 (transposant a l'atac Grob), o 2.a3 seguit per un ràpid c2–c4, una línia que ha estat dubbed the "Creepy Crawly".
Les negres tenen força respostes jugables, les més comunes són 1...d5 1...e5, per tal de dominar les caselles centrals. Una altra resposta, 1...b6 (o fins i tot 1...b5), intentant el fianchetto de l'alfil per a pressionar la debilitat dels peons blancs, i evitar l'obertura del flanc de rei de les blanques amb g2–g4.
Una de les respostes plausiblement dèbils de les negres seria 1...f5, quan les blanques podrien jugar 2.d4, transposant l'estructura contra la defensa holandesa introduït per Korchnoi. La idea de les blanques és jugar 3.g4!? com un sacrifici de peó (2.g4!? és també possible), una possible continuació pot ser 2.d4 Cf6 3.g4!? fxg4 4.hxg4 Cxg4 5.Dd3 Cf6?? (5...g6! és forçada) 6.Txh7! Txh7 7.Dg6#.

## Al cinema
L'Obertura Clemenz és jugada en una partida informal entre Lisbeth Salander i el seu guardià a la pel·lícula The Girl with the Dragon Tattoo produïda el 2011. La resposta de Lisbeth de 1.h3 és la jugada simètrica 1...a6.